# Tianjin Seagull

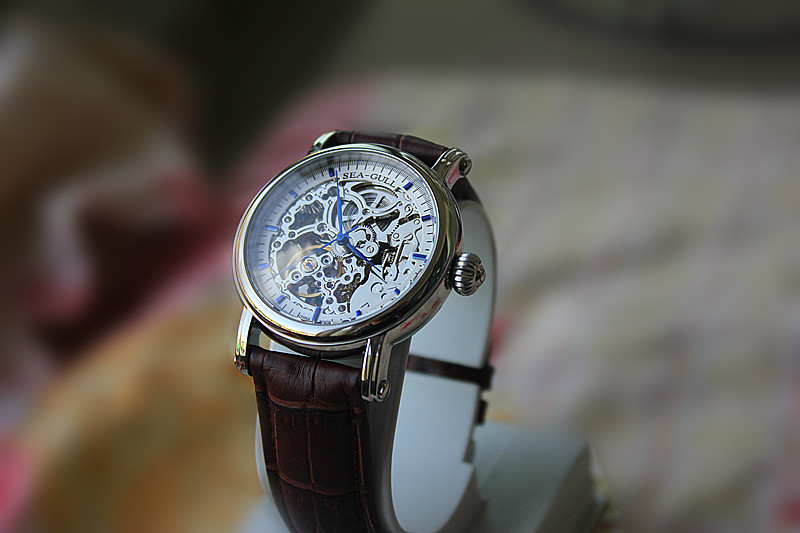
Seagull M182SK

Tianjin Seagull Watch Group (Chino: 天津海鸥) es una empresa relojera ubicada en Tianjin, China. Fundada en 1955, es el mayor fabricante mundial de mecanismos de relojes mecánicos y produce una cuarta parte de la producción mundial total por volumen.

## Historia
La compañía se formó originalmente como Tianjin Watch Factory en enero de 1955 con cuatro artesanos por orden del gobierno de la República Popular China. En 1990, la Tianjin Watch Group recibió el estatus de empresa nacional y, en 1992, se fundó Tianjin Seagull Corporation. Ese mismo año se tomó la decisión de descontinuar la producción de relojes mecánicos a favor de los relojes de cuarzo; cinco años más tarde se llegó a una revocación completa de esta decisión. Desde entonces ha producido exclusivamente movimientos mecánicos y relojes.
En 2000, Tianjin Seagull Watch Group se hizo público y en 2003 se abrió una oficina de representación en Hong Kong. En 2010, la empresa se mudó a unas nuevas instalaciones de producción y administración cerca del aeropuerto de Tianjin.
Tianjin Seagull ha adquirido recientemente una gran experiencia en la fabricación de tourbillones avanzados, incluido un movimiento de tourbillon orbital multiaxial.

## Marcas
Las siguientes marcas se utilizaron para los relojes producidos por Tianjin Seagull. 
| Año           | Nombre de la marca    |
| ------------- | --------------------- |
| 1955-1958     | Wuxing                |
| 1958-1966     | Wu Yi                 |
| 1966-1974     | Dong Feng (East Wind) |
| 1974-presente | Seagull               |

## Mecanismo

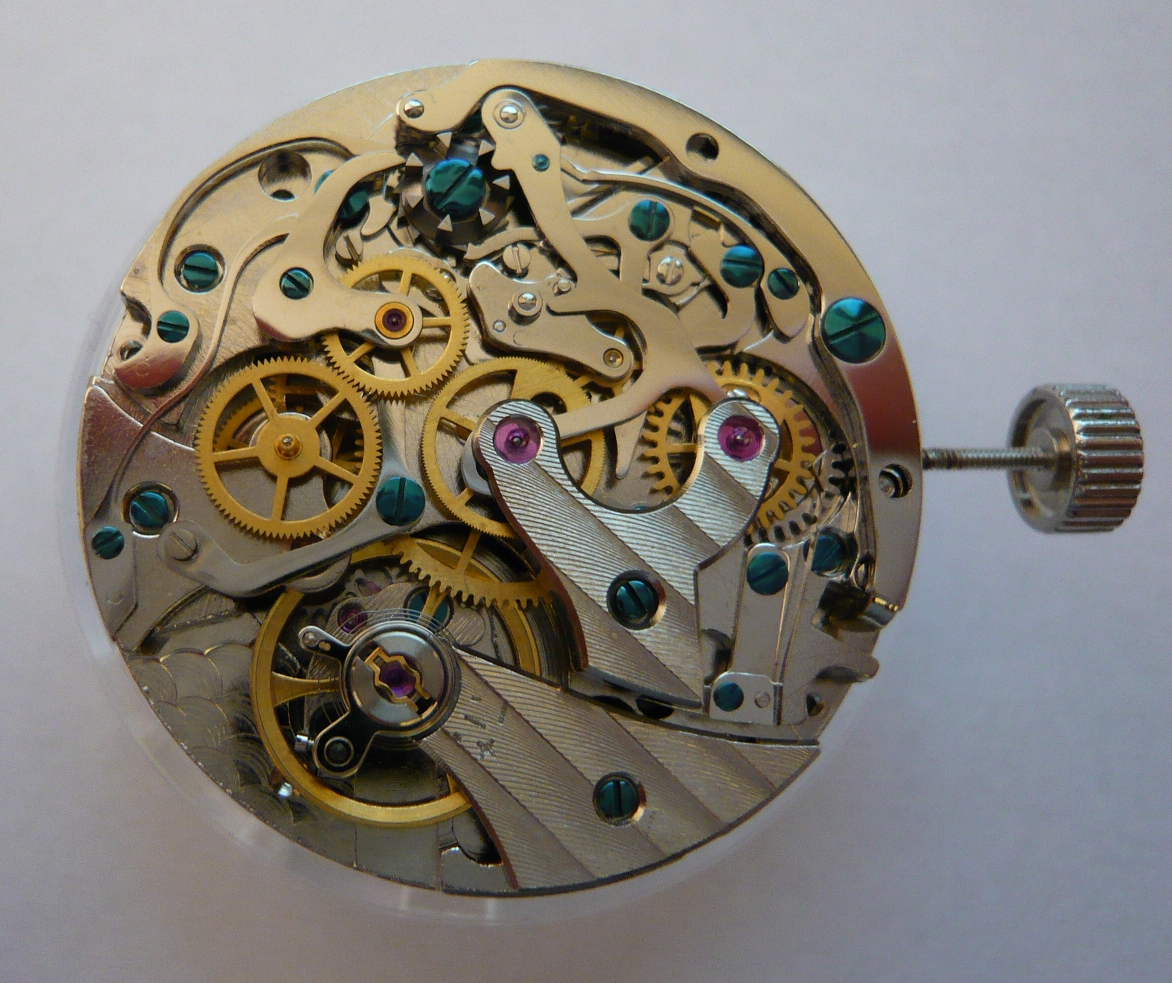
Movimiento cronógrafo ST19 producido por Tianjin Seagull Watch Group

Mecanismo utilizados tanto en SeagullHK como en tjSeagull. Código TY utilizado en SeagullHK. Código ST utilizado en tjSeagull. 
- TY6XXX = ST6 (mecánico/automático, movimiento para mujer)
- TY2130 = ST21 (automático, 2130/ETA 2824) (incorrectamente denominado ST24)
- TY25XX = ST25 (automático, normal y corazón abierto)
- TY2661 = ST18 (automático, 1812/ETA 2892) (incorrectamente denominado ST26)
- TY27XX = ST17 (mecánico/automático, no hackeable, actualización de ST16)
- TY28XX = ST16 (mecánico/automático, muchas variantes, incluido el esqueleto)
- TY29XX = ST19 (cronógrafo mecánico/automático)
- TY3100 = ST31 (mecánico, 3 diales en línea con corazón abierto)
- TY36XX = ST36 (mecánico, Unitas 6497/98)
- TY80XX = ST80 (mecánico/automático, tourbillon de carrusel, turbillón de esqueleto de carrusel)
- TY82XX = ST82 (mecánico/automático, volante/turbillón en puente)
- TY8080 = ST80 (mecánico, tourbillon de doble carrusel)
- TY84XX = ST84 (tourbillon de carrusel mecánico, señoras)
- TY9000 = ST90 (repetidor de cuarto mecánico)
- TY9100 = ST91 (repetición de minutos mecánica)

Mecanismos exclusivos del sitio web tjSeagull/USSeagull
- 2100 = ST21 (automático, 2100/ETA 2836)
- 2241 = ST22 (par de auto ST6 en la misma placa)
- 2590 = ST2590 (automático, calendario perpetuo con fase lunar)
- 2800 = ST28 (alarma mecánica)
- 9000 = ST90 (mecánico, repetidor)